# Chiesa di Nostra Signora di Monte Alma
La chiesa di Nostra Signora di Monte Alma è una chiesa campestre situata in territorio di Nulvi, centro abitato della Sardegna settentrionale. Consacrata al culto cattolico, fa parte della parrocchia della Beata Vergine Maria Assunta, diocesi di Tempio-Ampurias.
La chiesa sorge a circa tre chilometri dal paese, sopra il rilievo di monte Alma da cui si domina buona parte della regione storica dell'Anglona. Edificata durante il XIV secolo, ha subito nel tempo diversi interventi che ne hanno modificato profondamente l'aspetto originario. L'edificio ha un impianto a navata unica con copertura lignea a doppio spiovente.

## Bibliografia

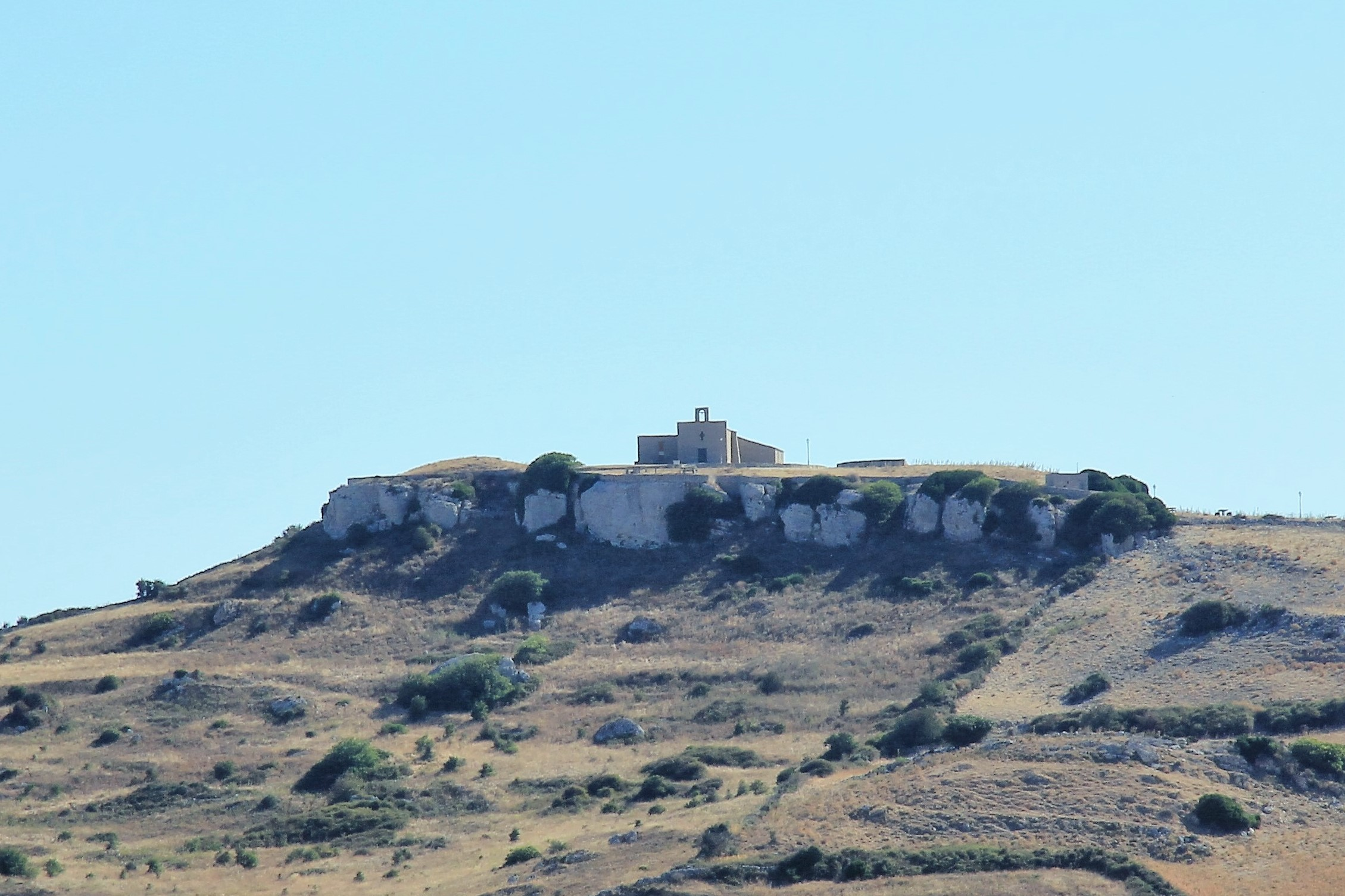